# Doug Clifford
Doug „Cosmo“ Clifford (* 24. dubna, 1945 Palo Alto, Kalifornie) je hráč na bicí, který hrál v americké rockové skupině Creedence Clearwater Revival.
Nejdříve hrál ve skupině The Blue Velvets, jejímiž dalšími členy byli John Fogerty, Tom Fogerty a Stu Cook. V letech 1961–1962 vydali tři SP u firmy Orchestra Records.[zdroj?] V polovině 60. let změnili název na The Golliwogs, ale skupina zůstávala stále nepopulární. V roce 1968 se skupina přejmenovala na Creedence Clearwater Revival. Poté, co se skupina CCR rozpadla, Clifford a bývalý baskytarista CCR Stu Cook, vstoupili do skupiny Dona Harrisona (Don Harrison Band).
Doug Clifford a Stu Cook (též bývalý člen Creedence Clearwater Revival), spolu založili v roce 1995 skupinu Creedence Clearwater Revisited.